# هاري بوتر والطفل الملعون
هاري بوتر والطفل الملعون: هي مسرحية بريطانية ذات جزأين عُرضت في عام 2016، من تأليف جاك ثورن. اعتمد ثورن في كتابته لنص المسرحية على الرواية الأصلية التي وضعتها مؤلفة سلسلة هاري بوتر «ج. ك. رولينغ»، مع الكاتب البريطاني جون تيفاني، وجاك ثورن نفسه. بدأت العروض التمهدية للمسرحية في مسرح بالاس في لندن، في السابع من يونيو من عام 2016، وعرضت للمرة الأولى في 30 يوليو من العام نفسه. عرضت المسرحية أول مرة داخل المدرج الغنائي في مسرح برودواي في منطقة مانهاتن بولاية نيويورك الأمريكية، في 22 أبريل من عام 2018، وبدأت العروض التمهيدية للمسرحية في 16 مارس من العام نفسه. لا يختلف فريق التمثيل الذي أدى العرض الخاص بمسرح برودواي عن الفريق الذي أدى عرض مسارح وست إند في لندن كثيرًا، إذ شهد عرض برودواي عودة كل من أنتوني بويل، وسام سليميت، ونوما دوميزويني، وبوبي ميلر، وجيمي باركر، وأليكس برايس، وبول ثورنلي.
تبدأ قصة المسرحية بعد تسعة عشر عامًا من أحداث رواية «هاري بوتر ومقدسات الموت» التي نشرت عام 2007، إذ تتحدث المسرحية عن حياة هاري بوتر، الذي أصبح رئيس إدارة تطبيق قانون السحر في وزراة السحر، وعن حياة ابنه الأصغر «ألباس سيفيروس بوتر» الذي يتحضر لدخول مدرسة هوغوورتس للسحر والشعوذة. سُوق للمسرحية باعتبارها القصة الرسمية الثامنة لسلسلة هاري بوتر.
كانت ردود فعل النقاد على المسرحية حماسيةً. رُشح العرض الخاص بمدينة لندن –في حفل عام 2017 لتوزيع جوائز لورنس أوليفيه- لأحد عشر ترشيحًا– محطمًا بذلك رقمًا قياسيًا لعدد الترشيحات التي يحصل عليها عرض مسرحي واحد- وفاز بتسعة جوائز–محطمًا بذلك رقمًا قياسيًا آخر- كان من بينها جائزة أفضل عمل مسرحي جديد. حاز العرض الخاص بمسرح برودواي -خلال حفل توزيع جوائز توني عام 2018- على ست جوائز، بما في ذلك جائزة أفضل عمل مسرحي. سجلت المسرحية أيضًا رقمًا قياسيًا لأعلى مبيعات أسبوعية للتذاكر على الإطلاق، إذ بلغ إجمالي مبيعات التذاكر لحضور المسرحية، في المدرج الغنائي بمسرح برودواي، مع نهاية الأسبوع في 30 ديسمبر من عام 2018، أكثر من 2.5 مليون دولار.

## نظرة عامة
كُشف في شهر ديسمبر من عام 2013 عن وضع مسرحية جديدة تعتمد على أحداث سلسلة هاري بوتر قيد التحضير لمدة عام واحد تقريبًا، بهدف عرضها للعامة في وقت ما من عام 2016. تحدثت المؤلفة ج. ك. رولينغ، بعد الإعلان عن تطوير المسرحية عن المسرحية بأنّها «ستروي قصصًا لم يُسبق لها أن رُويت من قبل، وتعود إلى فترة طفولة هاري بوتر اليتيم المنبوذ». بدأت رولينغ في شهر مايو من عام 2014 في تأسيس الفريق المسرحي الإبداعي.

## الحبكة
الملخص الاساسى للمسرحية تم نشره من قبل (بوترمور) في 23 أكتوبر 2015.:

### الفصل الأول
يحدث مشهد البداية في المسرحية في أخر جزء من هاري بوتر ومقدسات الموت عام 2017 كان هاري بوتر وجيني ويزلي مع ابنهما الباس وهو في طريقه ليستقل (قطار هوغوورتس السريع) ليبدأ سنته الأولى في مدرسة هوغوورتس.
حصل هارى الآن على وظيفة مكتبيه كرئيس لمكتب تطبيق قانون السحر في وزارة السحر.
اما جينى فهى تعمل كمحررة في قسم الرياضة لمجلة (ديلى بروفيت).
أرسل رون ويزلي وهيرميون غرينجر ابنتهما روز على متن قطار هوجورتس. تعمل هيرميونى الآن في وزارة السحر في الوزارة بينما يدير رون (متجر ويزلى للخدع السحرية) في حارة دياجون. أنشأ البوس صداقه غير متوقعه مع سكوربيوس مالفوى من منزل سليذرين ابن عدو هارى القديم دراكو مالفوي وأستوريا مالفوي. ذهلت المدرسة عندما انضم ألبس الي منزل سليذرين مع سكوربيوس على الرغم من ان التقليد السائد هو وضع آل بوتر في غريفندور.. يتعرض الولدين للتنمر من قبل الطلاب الآخرين خلال السنوات القليلة القادمة، وذلك بسبب ظن البس انه فشل في أن يرقى لمستوي لوالديه، وسكوربيوس بسبب شائعات غير مثبتة أنه ابن لورد فولدمورت. بالإضافة إلى ذلك، يبدأ ألبس وهاري بالابتعاد عن بعضهما البعض، بسبب نضال ألباس مع ظل والده وعدم معرفة هاري كيف يتعامل مع مشاكل ابنه.. ويبدأ البس أيضا في الابتعاد عن روز والتي كانت صديقته قبل سكوربيوس. وقبل دخول ألبس وسكوربيوس السنة الرابعة، يتعارك ألبس مع والده بعد أن اعطاه هاري بطانيته الخاصة به واعطاه رون جرعة الحب السحرية.. اثناء تعاركهما، يقول هاري بطريق الخطأ إنه يتمني في بعض الأحيان لو أن ألبس لم يكن ابنه، ويقوم الباس بسكب جرعة الحب علي البطانية.
يحصل هاري على نموذج أولي من نسخة أكثر قوة من جهاز (تايم ترنر) والذي يسمح للشخص بالسفر لعدة سنوات إلى الماضي وتغيير التاريخ.. في الوقت نفسه، تسبب ندبة هاري له الالم مرة أخرى، مما يجعله يشعر بالقلق من أن فولدمورت قد يعود بطريقة ما. يطلب (آموس ديجوري) -والذي أصبح مسناً ويهتم برعاية ابنة أخته دلفي ديجوري- من هاري استخدام جهاز التايم ترنر لمنع موت سيدريك ديجوري.. يرفض هاري مساعدة ديجوري، مما ألهم البس بان يقوم بذلك بنفسه، واقنع سكوربيوس لمساعدته. يقوم كلا من البس وسكوربيوس بالهرب من قطار هوجورتس وعربة الترولي، والتي هي في الاصل وحش وضع في القطار لمنع الطلاب من الفرار. يصل الاثنان إلى منزل سانت أوزوالد للسحرة القدامي في (يوركشاير) -حيث يعيش اموس ديجوري - ويتعاونوا مع دلفي لسرقة جهاز التايم ترنر من مكتب هيرميون بينما يتنكرون باستخدام جرعة التنكر السحرية.

### الفصل الثاني
عندما علم الولدان ان موت سيدريك كان بسبب فوزه في (دورة السحرة الثلاثية) بجانب هاري قرروا استخدام اله السفر عبر الزمن من اجل العودة للتحدي الأول في دورة السحرة الثلاثية في عام 1994 وحاولوا تعطيل سيدريك في اولي مهامه لعل ذلك يمنعه من الفوز بالبطولة. بدلا من ذلك، ينجح الاولاد فقط في خلق واقع بديل لم يتزوج فيه رون وهيرميون أبدا، وبالتالي لم تولد روز، وفيه يتم وضع ألبس في غريفندور.. يكتشف ألبس أن هذا يرجع إلى أنهم اختاروا التنكر كطلاب من مدرسة دارمسترانج، مما جعل هيرموني تشعر بالريبة من فيكتور كرام فذهبت إلى الحفلة الراقصة مع رون بدلا من فيكتور. نتيجة لذلك، لم يشعر رون بالغيرة الأساسية لعلاقته مع هيرميون، ووقع في حب بادما باتيل في الحفل الراقص، وفي النهاية أصبح متزوجًا منها، واصبح لهم ابنًا اسمه بانجو. في المقابل، أصبحت هيرميون معلمة محبطة ولئيمة في هوجورتس.
وفي نفس الوقت تقريباً، يزداد خوف هاري من عودة فولدمورت بسبب استمرار ندبته في ايلامه، كما يعاني من كوابيس مرتبطة بفولدمورت.
بعد أن تحدث هاري مع صورة دمبلدور، أصبح مقتنعا بأن سكوربيوس يشكل تهديدا ل الباس ومن ثم يحاول أن يبقي الأولاد بعيدا عن بعضهم البعض في هوجورتس من خلال اجبار مكجوناجال على الاستمرار في وضع علامات على ألباس باستخدام خريطة النهابين.
دمرت صداقة «ألباس» و«سكوربيوس»، لكنهما تصالحان في النهاية بعد أن سرق «ألباس» عباءة التخفي الخاصة بجيمس (شقيق «ألبوس» الأكبر)، وبعد أن رفض «ماكجوناغال» تحقيق طلب «هاري». فانسحب «هاري» بعد محادثة مع «دراكو» و«جيني». في هذه الأثناء، قرر «ألبوس» و«سكوربيوس» القيام بمحاولة أخرى لاستخدام «تايم تيرنر» لتغيير مصير «سيدريك»، ولكن هذه المرة بإذلاله خلال المهمة الثانية لبطولة «تراي ويزر». عندما يعود «سكوربيوس» إلى يومنا هذا، «فإن ألبوس ليس معه»، ويجد «سكوربيوس» نفسه في واقع مات فيه «هاري» و«فولدمورت» يحكم عالم السحر.

### الفصل الثالث
يكتشف «سكوربيوس» أنه - نتيجة لأفعاله - انضم «سيدريك» المليء إلى آكلة الموت وقتل «نيفل لونجبوتوم» أثناء أحداث الأقداس المهلكة، مما منعه من قتل «نجيني» والسماح «لفولدمورت» للفوز في معركة «هوجوارتس». مع موت «هاري» الآن، لم يكن «ألباس» موجودًا بعد ذلك، في حين تمكن «فولدمورت» من توحيد السلطة بالكامل وتحويل وزارة السحر إلى نظام ديكتاتوري وفي هذا الإطار الجديد أصبح «سكوربيوس» أشهر رئيس للطلاب واصبح يحث ويساعد الطلاب علي التنمر ضد أبناء البشر
أصبحت «دولوريس أمبريدج» مديرة جديدة «لهوجورتس»، وتقوم بدوريات في المدرسة مع الداعمين وقامت بفريق تحضيري تم إحياؤه بقيادة «سكوربيوس». 
يشغل «دراكو مالفوي» منصب «هاري» القديم كرئيس تطبيق القانون السحري، مستخدمًا منصبه لتشجيع الهجمات الروتينية وليرشي رئيس الوزراء ليصمت عن تجاوزات اكلي لحوم البشر 

و بمساعدة«رون» و «هيرمويني», و " سيفروس سنيب " وهم الاعضاء المتبقيين في حركه ضد «فولدمورت» حركه تمرد لوقف افعاله ولكن رغم ذلك تمكن «سكوربيوس» من استخدام آله الزمن «تايم تيرنر» لمنع تدخل "الباس" ونسخته في الماضي لاسترجاع الاحداث السابقه بحذافيرها وهي «رون» البديل أو المستنسخ و «هيرموني» و «سنيب» وتضحيتهم جميعا بانفسهم لل"ديمينتورات" للسماح له بفعل ذلك. «سكوربيوس» يجتمع مره اخري ب"الباس" وكلاهما يجدوا عائلتهم ونفس الوضع يحجث مع «رون» و «هيرموني» وتتبع تلك الاحداث بان «هاري» يوبخ "الباس" بسبب افعاله ولكنهما بدئوا بالتصالح.
عندما ادرك «سكوربيوس» و «الباس» خطوره آلة الزمن «تايم تيرنر» خصوصا بانهم عرفوا ان عائلتهم سيبقوا الآلة معهم فقرروا ان يدمروها بانفسهم قبل فوات الاوان
و انضمة إليهم دلفي. يدرك سكوربيوس أن دلفي كانت مسؤولة عن وزارة السحر في الجدول الزمني البديل، وهي تأخذها إلى الأسر، في وقت لاحق تكشف عن نيتها في إعادة التسلسل الزمني البديل. بعد أن علم الكبار ان ألباس وسكوربيوس شوهدى يختفيان مع دلفي، وهما يواجهان اموس، فقط لتكتشف أن دلفي ليست ابنة أخته، ولكن ابنة فولدمورت وبيلاتريكس ليسترانج. عند البحث في غرفتها، يكتشفون أنها تتبع نبوءة، إذا تم تنفيذها، ستؤدي إلى عودة فولدمورت. تأخذ دلفي الأولاد إلى التحدي النهائي في بطولة المعالج الثلاثي، لكن ألباس وسكوربيوس يمنعانها من التمثيل، وتستخدم دلفي تايم ترنر للسفر أكثر في الزمن. انها تأخذ عن غير قصد الأولاد معها، ويدمر تايم تيرنر لتركهم الذين تقطعت بهم السبل في الوقت المناسب. تأخذ «دالفي» «سكوربيوس» و «ألبيس» معها في رحلتها عبر الزمن إلي الماضي عن دون قصد، وتحطم آلة الزمن ليظلا عالقين في تلك الحقبة.

### الفصل الرابع
و بعد أن هجرتهما «دالفي»، اكتشفا أنها قد سافرت بهم إلي ليلة مقتل والدي «هاري». كما اعتقدا أنها تخطط لقتل «هاري» قبل أن يحاول قتله «فولدمورت» لذلك يكتبان رسالة خفية علي غطاء نوم «هاري»، وذلك لأنهما علي علم أن في الوقت الحاضر سيكون الغطاء ملطخا ب«جرعة الحب»، الأمر الذي سيجعلها تظهر حروف الرسالة ل«هاري». وتزامنا مع ذلك، يرفع «دراكو» الستار عن حقيقة آلة الزمن، وكيف أنها في الواقع مجرد نموذج أولي للنسخة المتقنة التي هي بحوذته، غير أنه يعجز عن إنقاذهما نظرا إلي عدم تأكده بالضبط من الحقبة الزمنية العالقين بها. بعد قراءة «هاري» الرسالة، يستخدم هو وأصدقاؤه آلة الزمن الخاصة «بدراكو» للسفر إلي الماضي، وإنقاذ أصدقائه، وإفساد خطة «دالفي». وأثناء انتظارهم ظهور «دالفي»، يستنتج «هاري» ورفاقه أنها تنوي إقناع «فولدمورت» بالعدول عن نيته لقتل «هاري» حتي تضمن بذلك بقاء والدها علي قيد الحياة والسماح لها بأن تكون بجانبه. 
يتخفي «هاري» في مظهر «فولدمورت» لتمويه «دالفي» وأولئك الذين تخضغ لسيطرتهم. لم يحاولوا التدخل في الماضي، وإنقاذ والدي هاري حتي يأمنوا شر عواقب تغيير أحداث الماضي. بالعودة مرة أخرى إلي الماضي، يتم زج «دالفي» بسجن "ازكابان"، في حين أن كل من "ألباس" و "سكوربيوس" يقرران أن يكونا طلاب مجتهدين "بهوجورتس، وبخاصة "سكوربيوس" الذي أولي اهتماما بممارسة رياضة "الكويدتش"، ومواعدة "روز"، أما «هاري» و "البس" فيزوران قبر "سيدريك"، والأول كان آسفا علي كونه له يد في موته.

## خلفية العمل
تبين في شهر ديسمبر من عام 2013، أن مسرحية مقتبسة من رواية «هاري بوتر» كانت قيد التحضير لقرابة عام  ، وكان من المقرر عرضها علي المسرح في وقت ما في عام 2016  أثناء الدعاية للمسرحية، صرحت «رولينج» أن المسرحية سيكون لها السبق في تناول السنوات الأولي من حياة «هاري» كطفل يتيم ومنبوذ  في شهر مايو من العام التالي، بدأت «رولينج» باختيار طاقم العمل.
تم رسميا التأكيد علي عرض المسرحية تحت اسم «هاري بوتر والطفل الملعون» في 26 يونيه 2015.وأذيع بأن العرض العالمي الأول للمسرحية سيبدأ في منتصف عام 2016 بمسرح «بالاس» بلندن. هذا وقد تزامن هذا الإعلان مع الذكري التاسعة لنشر أول جزء من سلسلة روايات «هاري بوتر»، والتي حملت اسم هاري بوتر و حجر الفيلسوف, قد تم نشره في. 26 يونيه 1997 
و بينما كانت «رولينج» تضع خطط العرض، ذكرت بأن المسرحية لن تعرض أحداث تسبق زمانيا أحداث العمل الأصلي ، بل وذكرت أيضا أنها «واثقة من أن الجمهور بمجرد مشاهدته للمسرحية سيجتمع علي كونها موازنة ناجحة بين الرواية والمسرحية.» ، وقد جاء قولها هذا ردا علي تساؤلات حول سبب وقوع اختيارها علي المسرحية عوضا عن الرواية الصادرة حديثا. كما أكدت لجمورها بأن المسرحية ستحوي قصة جديدة تماما وليست تكرارا للقصة المعروفة . أعلنت لاحقا بأن المسرحية ستنقسم إلي جزءين ، والذان من المقرر عرضهما إما في اليوم نفسه أو خلال يومين متتاليين.
On 23 October, it was confirmed the plays were set nineteen years after the conclusion of the final novel Harry Potter and the Deathly Hallows, and would open at London's Palace Theatre in July 2016. The plays principally follow Harry, now Head of the Department of Magical Law Enforcement, and his younger son Albus Severus Potter. As of 22 July, little more had been revealed about the plot even by those who had attended the previews since 7 June.